# Алиев, Гулям Алиевич
Гулям Алиевич Алиев (тадж. Ғулом Алиевич Алиев; 7 (20) декабря 1915, Самарканд, Самаркандская область (Российская империя) — 13 марта 2009, Республика Таджикистан) — советский, таджикский учёный-животновод в области зоотехнии, селекции, генетики и разведения овец, государственный и политический деятель, академик (1953), первый вице-президент АН Таджикской ССР (1953—1957), и. о. президента АН Таджикской ССР (1954—1957), доктор сельскохозяйственных наук (1966), академик ВАСХНИЛ (1972), академик ТАСХН (1994), профессор (1973), зам министра (1958—1961), министр сельского хозяйства Таджикской ССР (1961—1962). Секретарь ЦК КП Таджикистана (1962—1973), ректор Таджикского Ордена «Знак Почёта» сельскохозяйственного института (1950—1953; 1973—1981), член ВКП(б) (1940).

## Биография
Гулям Алиевич Алиев тадж. Ғулом Алиевич Алиев родился 7 декабря (20 декабря) 1915 года в Самарканде, Самаркандская область (Российская империя). Выпускник Самаркандского сельскохозяйственного института им В. В. Куйбышева (1934).
Зоотехник Гузарского каракулеводческого совхоза (1934—1936).
Ассистент Самаркандского сельскохозяйственного института им В. В. Куйбышева (1936—1937).
Аспирант ВНИИ животноводства имени академика Л. К. Эрнста (1937—1940).
Впоследствии решил переехать в Таджикскую ССР, где первоначально с 1940 по 1941 год занимал должность директора Таджикской комплексной опытной станции по животноводству. Член ВКП(б) (с 1940).
С 1942 по 1945 годы находился на дипломатической (атташе в Иране) и партийной работе.
С 1945 по 1949 годы директор научно-исследовательского института животноводства Таджикского филиала АН СССР.
С 1950 по 1953 год занимал должность ректора Таджикского сельскохозяйственного института.
С 1953 по 1958 годы первый вице-президент АН Таджикской ССР, одновременно временно исполняющий обязанности Президента АН Таджикской ССР (1954—1957).
C 1958 по 1961 год занимал должность заместителя министра сельского хозяйства Таджикской ССР, затем Министра сельского хозяйства Таджикской ССР (1961—1962).
С 1962 по 1973 год секретарь ЦК КП Таджикистана.
С 1974 по 1981 год вновь ректор Таджикского Ордена «Знак Почёта» сельскохозяйственного института.
С 1981 по 1987 годы заведующий лаборатории генетики и селекции овец Отдела охраны и рационального использования природных ресурсов Академии наук Таджикской ССР, Отдела общей генетики хлопчатника (1987—1995) и Института физиологии растений и генетики АН Республики Таджикистан (1996—2002).
Алиев Г. А. являлся членом Международного генетического конгресса (1989), председателем Таджикского отделения Всесоюзного общества генетиков и селекционеров им Н. И. Вавилова, избирался депутатом Верховного Совета Таджикской ССР 4—9-го созывов, член президиума Таджикской академии сельскохозяйственных наук с 1994 года, советник Президиума АН Республики Таджикистан с 1995 по 2009 годы.
Алиев Гулям Алиевич скончался в 2009 году в Республике Таджикистан, похоронен там же в г. Душанбе.

## Награды и звания
- четыре Орден Трудового Красного Знамени (1954, 1957, 1965, 1971),
- Медаль «За доблестный труд в Великой Отечественной войне 1941—1945 гг.» (1945),
- За доблестный труд (1970),
- «Тридцать лет Победы в Великой Отечественной войне 1941—1945 гг.» (1975),
- Медаль «Ветеран труда» (1978),
- восемью медалями СССР,
- четырьмя медалями ВДНХ,
- Заслуженный деятель науки Таджикской ССР (1975),
- Лауреат Государственной премии им Абуали ибн Сино (2001).

Награжден Почётными грамотами Президиума Верховного Совета Таджикской ССР (1970).

## Семья
- Отец — ? Али тадж. ? Алӣ (18??—19??) — уроженец Самарканда, Самаркандская область (Российская империя), там же жил и работал.
- Мать — ? Робия (18??—19??) — уроженка г. Самарканда, Самаркандская область (Российская империя), жила там же.
- Брат — Алиев Магды Алиевич (1918—2002) — работал в Таджикском НИИ сельского хозяйства АН ТаджССР.

Сестры:
- Алиева Фатима Алиевна (1910—1997) — была домохозяйкой, жила в г. Самарканде.
- Алиева Фируза Алиевна (1912—1992) — работала врачом в областном больнице г. Самарканда.
- Алиева Масума Алиевна (1920—2016) — работала преподавателем средней школы Шахринав (тадж. Шаҳринав — «Новый город»).

Жена — Алиева урожденная Папу Галина Федоровна (1916—2006) — выпускница ДГПИ им. Т. Г. Шевченко, её папа по имени Фёдор Папу был греческого происхождения, уроженец Мариуполя, участник первой мировой войны.

Дочери:
- Алиева Татьяна Гулямовна (1949—2016) — выпускница химического факультета МГУ им. М. В. Ломоносова (1963), работала в закрытом учреждение «Почтовый ящик №X» НИИ г. Зеленоград.
- Алиева Лариса Гулямовна (1944—2010) — выпускница факультета иностранных языков ТГУ им В. И. Ленина (1966), работала там же.
- Алиева Елена Гулямовна (р. 1948) — выпускница Таджикского государственного медицинского института имени Абуали ибни Сино (Авицены) (1972), работает там же доцентом кафедры ЛФК, физиотерапии и восточной медицины.

Внуки:
- Хашимов Зафар Фаррухович (1967—2004) — выпускник Московского института электронной техники (Зеленоград) (1989), жил и работал в г. Москве.
- Хашимова Зарина Фарруховна (р. 1973) — выпускница Строгановского художественного училища (1999), работает дизайнером одежды в г. Москве.
- Алиев Игорь Радомирович (р. 1970) — выпускник исторического факультета ТГУ им В. И. Ленина (1992), занимается частным бизнесом.
- Алиева Наталья Валерьевна (р. 1974) — выпускница Таджикского государственного медицинского института имени Абуали ибни Сино (1997), работает там же старшим преподавателем кафедры ЛФК, физиотерапии и восточной медицины.

## Научное наследие
- Основные научные работы посвящены качественному преобразованию животноводства республики и улучшению его кормовой базы.
- Исследовал вопросы искусственного осеменения и совершенствования породности рогатого скота:

Академик Г. А. Алиев и его сотрудники создали новую породу овец, получившую название «Таджикская», которая сочетает в себе крупные размеры тела, большой курдюк и прекрасные шерстные качества. АН РТ 50 лет Душанбе, апрель 2001 г.
- Разработал основные принципы селекции сельскохозяйственных животных, вывел таджикскую мясо-сально-шерстяную породу овец.
- Автор более 350 научных работ, опубликованных на русском, таджикском и узбекском языках, 15 книг, брошюр и 3 монографии.
- Уделял большое внимание созданию научной системы ведения сельского хозяйства и внедрению хлопково-люцерновых севооборотов.

## Сочинения
- Алиев, Г. А. Таджикская мясо-сально-шерстная порода овец / Г. А. Алиев. — Душанбе: Ирфон, 1967. — 347 с.
- Алиев Г. А. Генетические основы пигментации шерстного покрова овец / соавт. М. Л. Рачковский; отв. ред. Я. Л. Глембоцкий; АН ТаджССР. Отд. охраны и рацион. использ. природ. ресурсов. — Душанбе: Дониш, 1987. — 200 с.
- Алиев Г. А. Биологические основы содержания овец в условиях жаркого климата / соавт. В. Тен; отв. ред. Р.Г. Мустакимов; АН ТаджССР. Отд. общ. генетики. — Душанбе: Дониш, 1991. — 319 с.